# José María Rodríguez Colorado
José María Rodríguez Colorado (Valladolid, 28 de marzo de 1948-Madrid, 9 de mayo de 2013) fue un político español.

## Biografía
Nació el 28 de marzo de 1948 en Valladolid. Licenciado en derecho en la Universidad de Deusto, se afilió al PSOE en 1974.
Tras las elecciones municipales del 3 de abril de 1979, tomó posesión como alcalde del municipio de Majadahonda el día 19 de dicho mes. Desempeñaría igualmente el cargo de presidente de la Diputación Provincial de Madrid entre el 20 de noviembre de 1980 y el 24 de diciembre de 1982. Fue también gobernador civil y delegado del Gobierno en la Comunidad de Madrid.
Ejerció de director general del Cuerpo Nacional de Policía entre octubre de 1986 y julio de 1991. Con posterioridad fue también consejero de Política Territorial, Obras Públicas y Urbanismo en el último gobierno autonómico de Joaquín Leguina.
Imputado en 1999 en la instrucción del llamado «caso de los fondos reservados», fue condenado en 2002 por malversación de caudales públicos a seis años de cárcel, rebajados a cuatro; ingresó en prisión en marzo de 2005, si bien el mismo día 22 de dicho mes salió de la prisión al obtener el tercer grado penitenciario, valorándose de forma positiva que hubiera reintegrado los 534.900 euros de los que se había apropiado indebidamente.
Falleció en Madrid el jueves 9 de mayo de 2013 víctima de un cáncer.